# Gilbert de Rudder
Gilbert de Rudder (Pseudonym: Grizzly; * 17. Dezember 1911 in Landegem; † 18. Juli 1946 in Brügge) war ein belgischer Motorradrennfahrer.

## Karriere
De Rudder zählte vor dem Zweiten Weltkrieg zu den besten belgischen Motorradrennfahrern und war Werksfahrer bei Saroléa. 1936 und 1937 gewann er den Titel in der 500-cm³-Klasse der Internationalen Belgischen Motorrad-Straßenmeisterschaft. Außerdem siegte er 1936 vor G. Lieutaud (Monet Goyon) und Cora (Saroléa) beim XX. Grands Prix de France in Montlhéry. 1938 nahm er an der Motorrad-Europameisterschaft teil und belegte beim Großen Preis der Schweiz auf dem Circuit des Nations in Genf hinter Harold Daniell, Freddie Frith und Georges Cordey (alle Norton) den vierten Rang in der Halbliterklasse.
Am Samstag, dem 13. Juli 1946 verunglückte Grizzly im Training zum Grand Prix du Zoute in Knokke-le-Zoute an der Nordseeküste seiner belgischen Heimat schwer. Er kam mit seiner Maschine von der Strecke ab und prallte gegen einen Baum. De Rudder wurde in ein Krankenhaus verbracht, wo er fünf Tage später, am 18. Juli im Alter von 34 Jahren seinen Verletzungen erlag. Neben de Rudder verunglückte auch der Brite George Gott bei der Veranstaltung tödlich. 

## Statistik

### Erfolge
- 1936 – Belgischer 500-cm³-Meister auf Saroléa
- 1937 – Belgischer 500-cm³-Meister auf Saroléa

### Rennsiege
| Jahr | Klasse  | Maschine  | Rennen                                | Strecke                       |
| ---- | ------- | --------- | ------------------------------------- | ----------------------------- |
| 1935 | 350 cm³ | Saroléa   | Grand Prix de l'Entre-Sambre-et-Meuse | Saint-Donat                   |
| 1936 | 350 cm³ | Saroléa   | Grand Prix de l'Entre-Sambre-et-Meuse | Saint-Donat                   |
| 1936 | 350 cm³ | Saroléa   | Circuit de Floreffe                   | Circuit de Floreffe           |
| 1936 | 500 cm³ | Saroléa   | XX. Grands Prix de France             | Montlhéry                     |
| 1936 | 500 cm³ | Saroléa   | Grand Prix des Frontières             | Chimay                        |
| 1937 | 350 cm³ | Saroléa   | Grand Prix de l'Entre-Sambre-et-Meuse | Saint-Donat                   |
| 1937 | 500 cm³ | Saroléa   | Grand Prix de l'Entre-Sambre-et-Meuse | Saint-Donat                   |
| 1938 | 500 cm³ | Saroléa   | Circuit de Floreffe                   | Circuit de Floreffe           |
| 1939 | 350 cm³ | Saroléa   | Grand Prix de Bruxelles               | Circuit du Boulevard Mettewie |
| 1945 | 350 cm³ | Saroléa   | Grand Prix de la Cambre               | Circuit du Bois de la Cambre  |
| 1946 | 500 cm³ | Velocette | Grand Prix de la Cambre               | Circuit du Bois de la Cambre  |